# Будівля парламенту Угорщини
Будинок парламенту Угорщини (угор. Országház) — резиденція угорського парламенту на березі Дунаю в Будапешті. У архітектурі будівлі в дивовижний спосіб переплелися неоготичні елементи на зразок Вестмінстерського палацу та впливи паризького боз-ару.
Будівля угорського парламенту є найбільшою в країні — вона має 691 покій, 29 сходів і 10 подвір'їв.
Фасад споруди прикрашають статуї угорських правителів і володарів Трансильванії. Інтер'єри щедро оздоблені, мають пишний декор під Середньовіччя, зокрема, з використанням мозаїк, панно, вітражів тощо.

## З історії будівлі
Задум звести будівлю угорського парламенту виник відразу після об'єднання Буди та Пешту в 1873.
Конкурс на найкращий проєкт виграв відомий ентузіаст неоготики Імре Штейндль.
Ділянку під забудову обрали на східному березі Дунаю між двома першими постійними мостами в Будапешті — ланцюґовим Сечені та мостом Маргіт. Будівництво споруди здійснювалось у період від 1885 до 1904.
За проєктами, представленими на конкурс суперниками Штейндля, поруч із парламентом спорудили будівлі Будапештського Етнографічного музею та Міністерства сільського господарства.

## Галерея

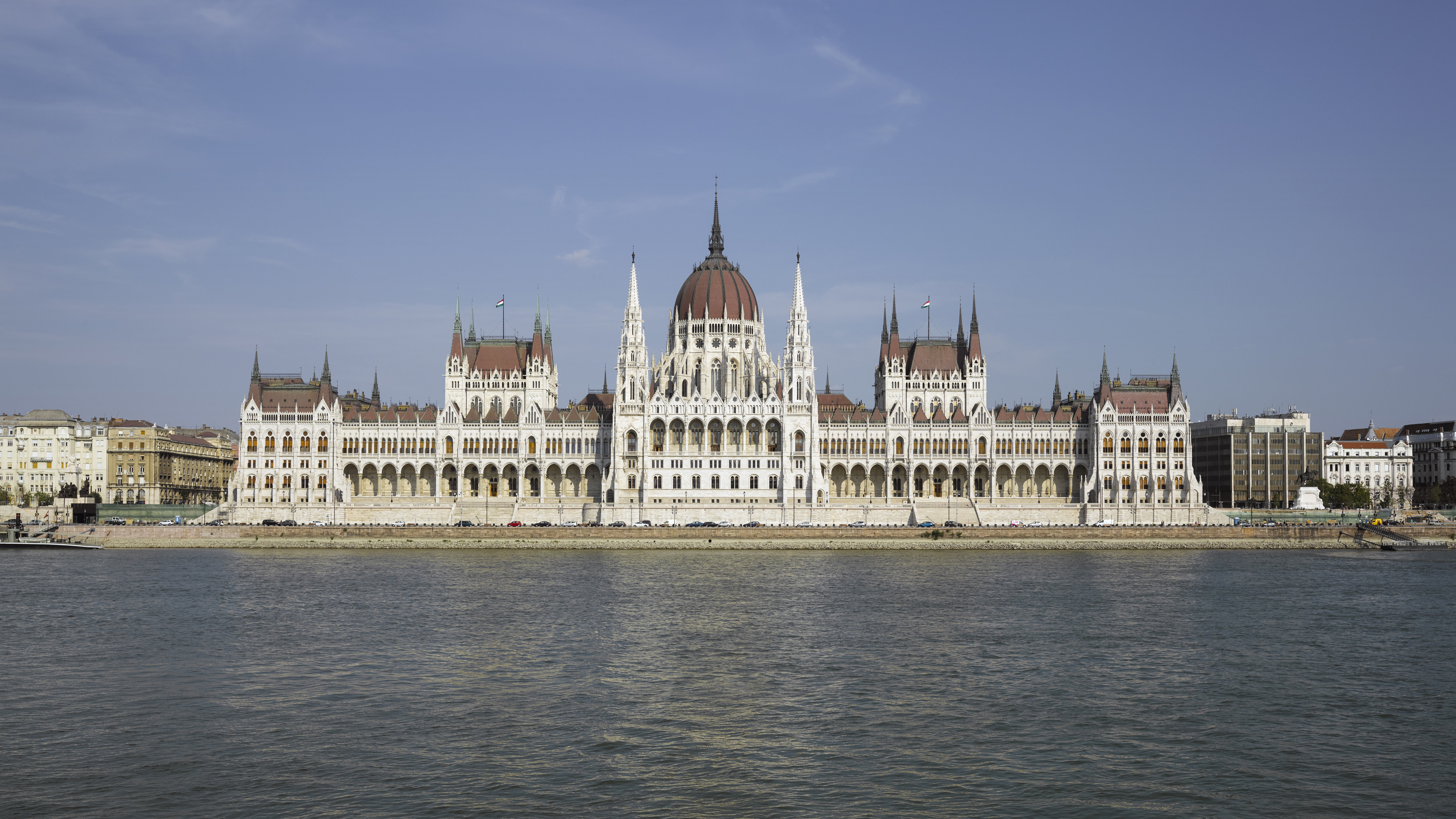
Будівля парламенту, 2015 р.
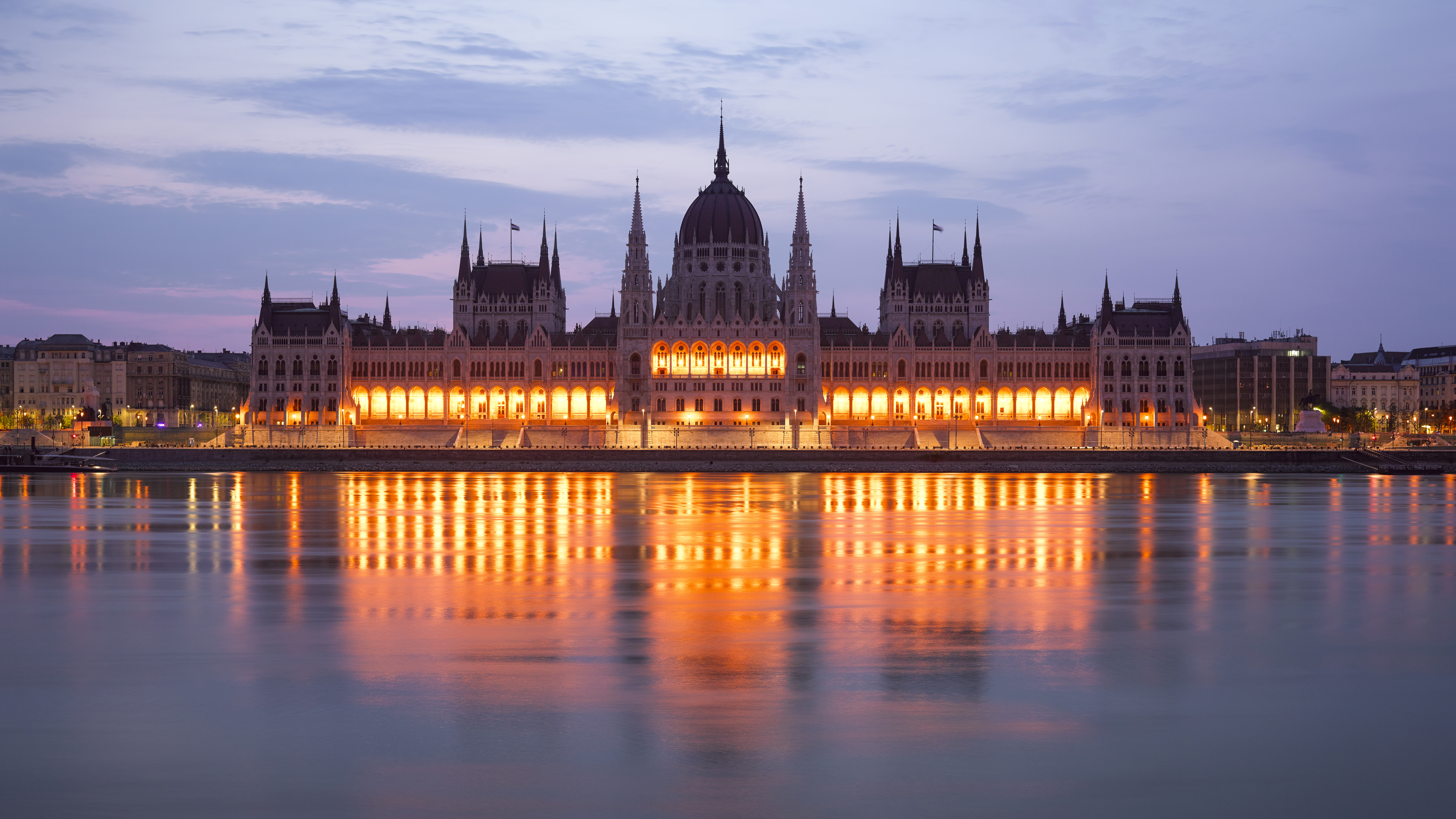
Парламент ввечері, 2015 р.
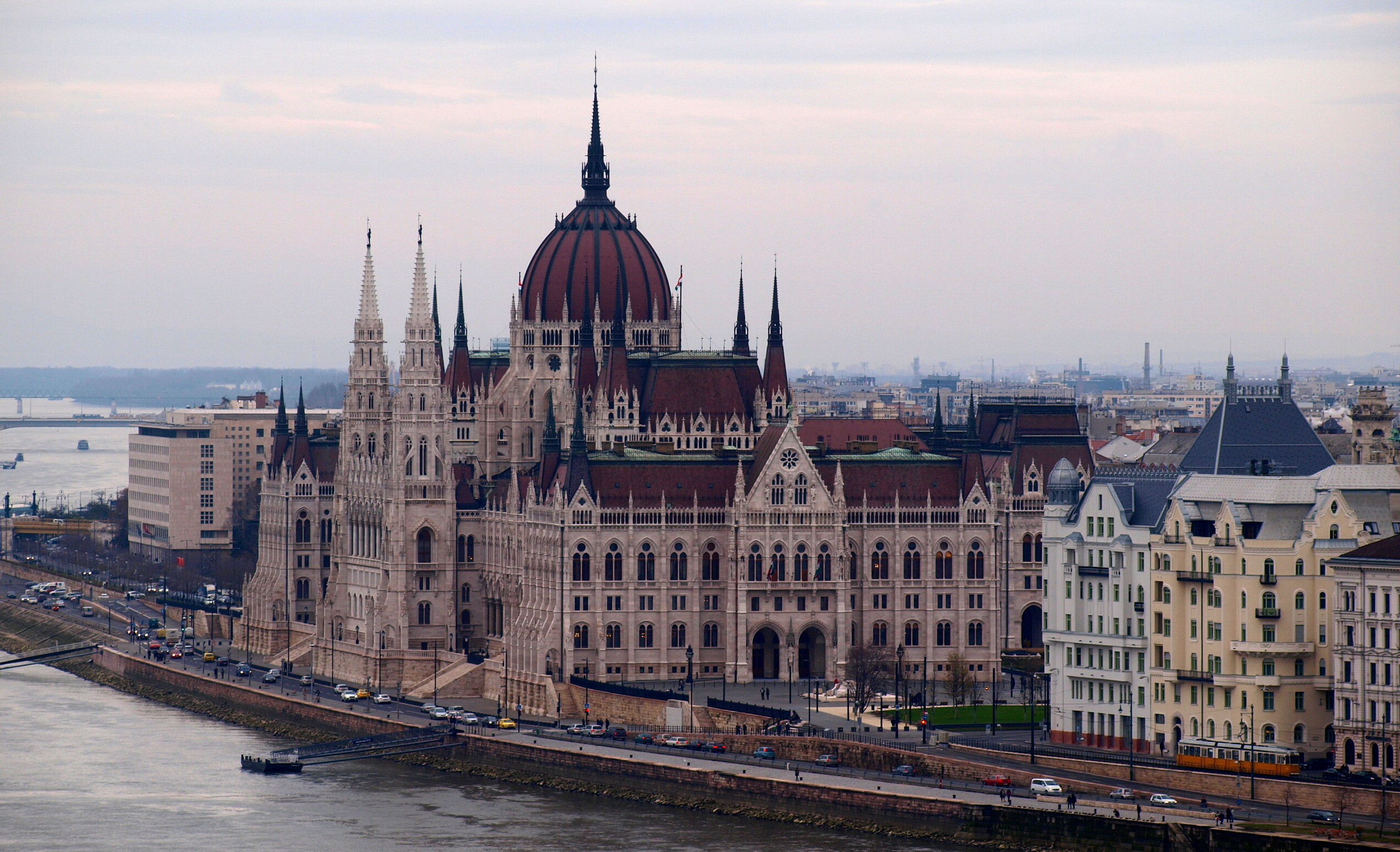
Угорський паламент, вид з моста, 2015 р.
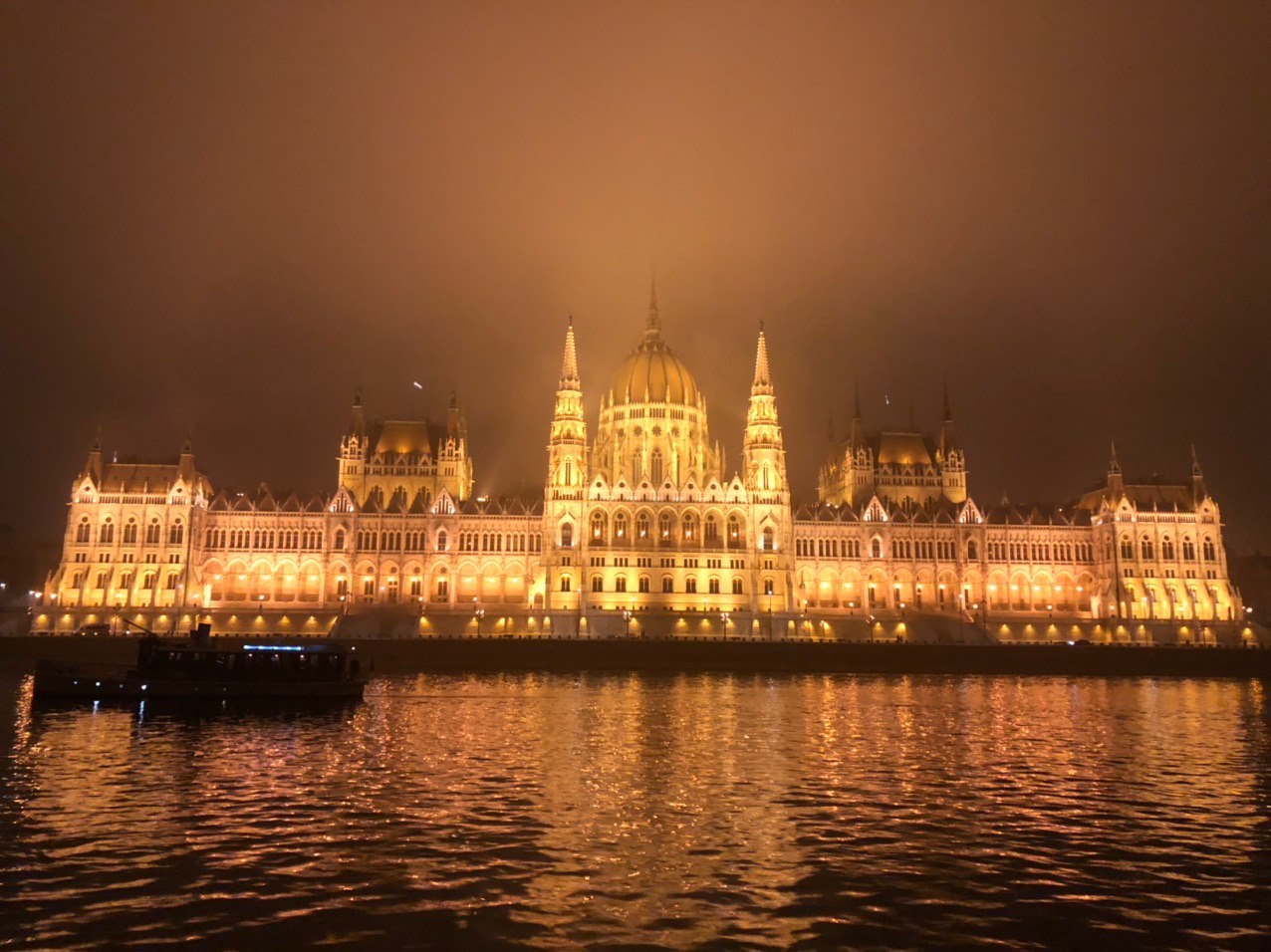
Парламент вночі, 2019 р.
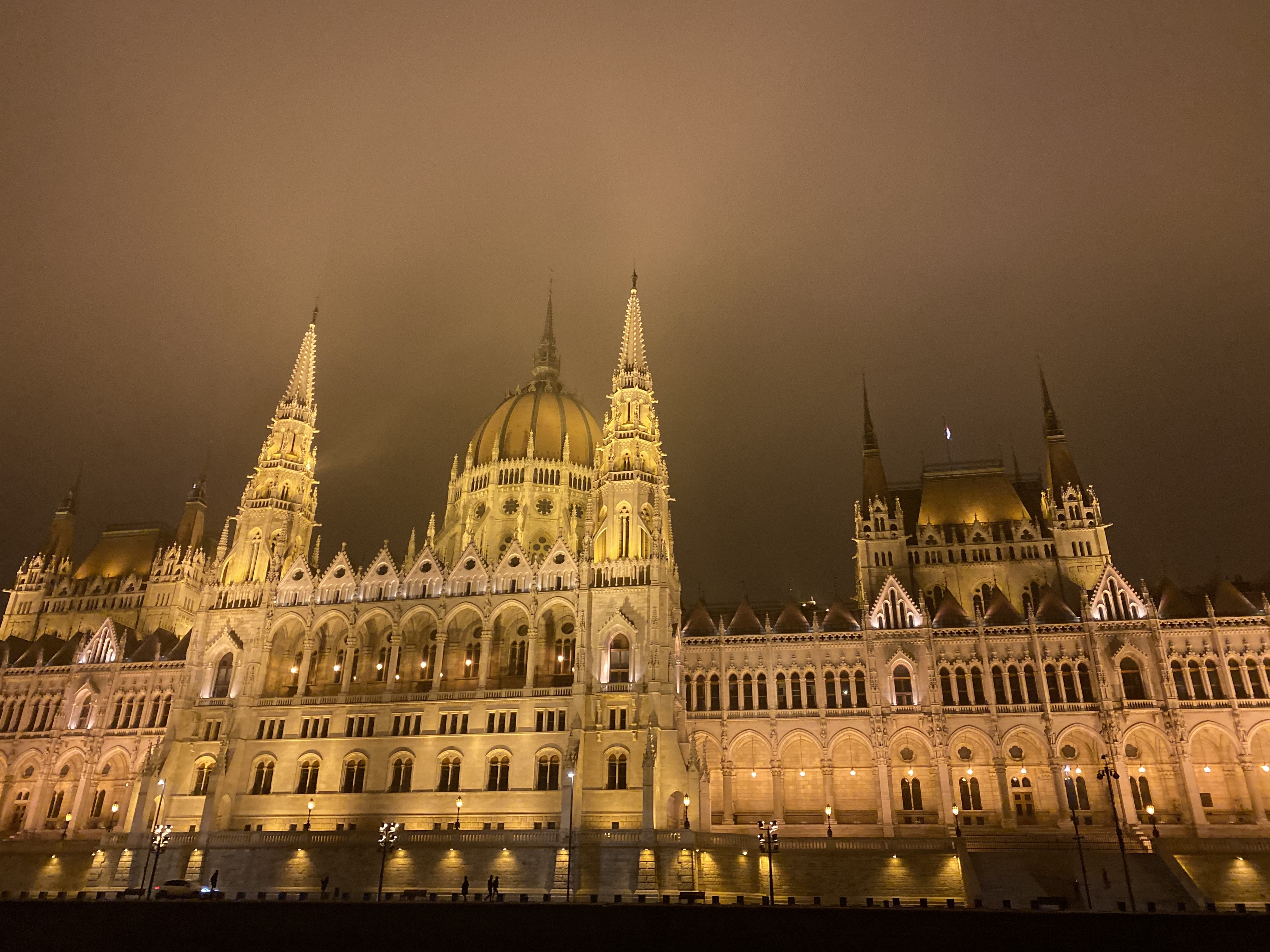
Парламент вночі. Вид зблизька, 2019 р.
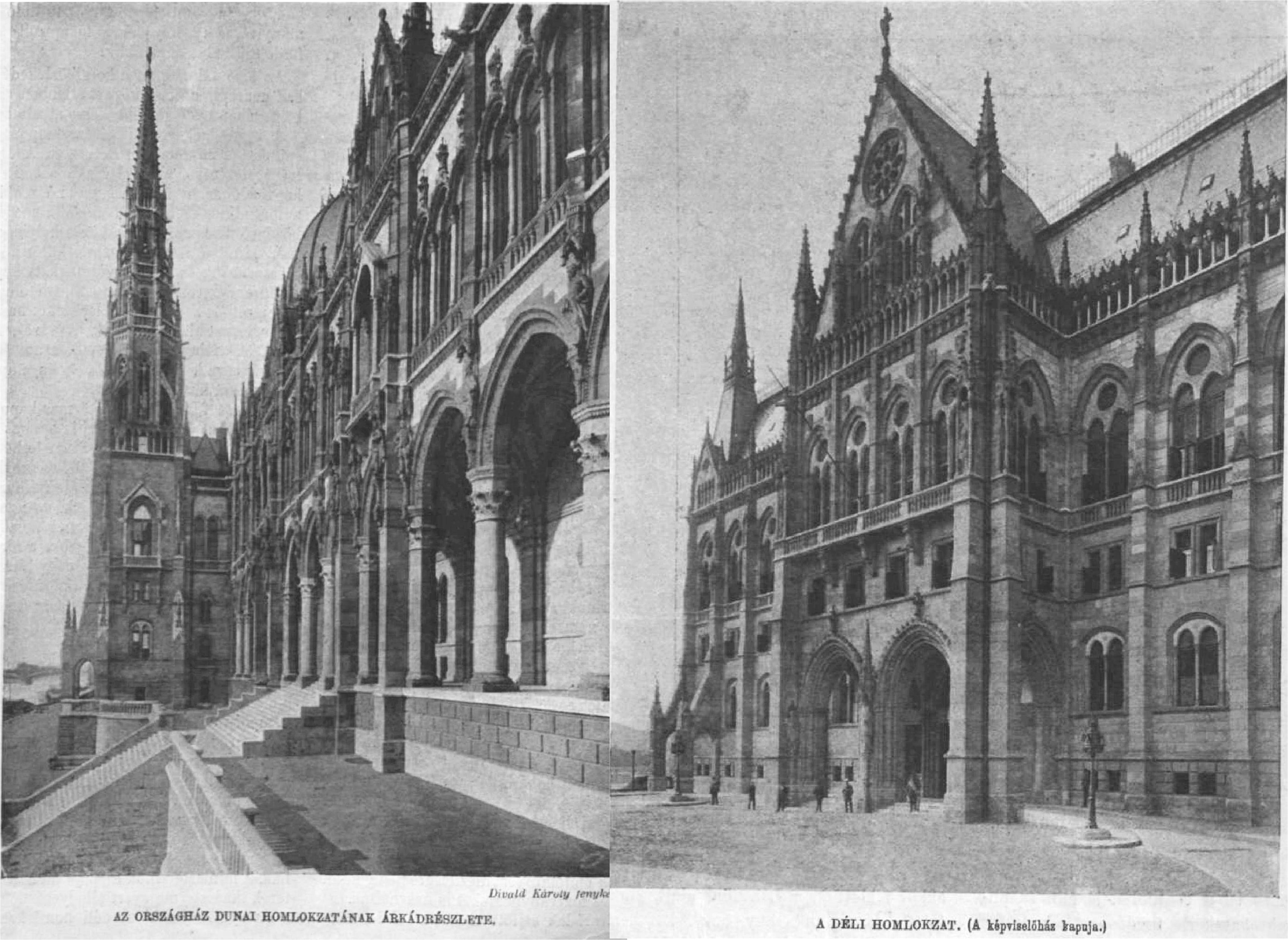
Парламент у 1905 р.